# Ажово (Псковский район)
Ажово — деревня в Краснопрудской волости Псковского района Псковской области России.
Расположена в 5 км к югу от волостного центра Кирово и в 42 км к югу от города Пскова.
Численность населения деревни по состоянию на 2000 год составляла 4 жителя.